# Estudo Transcendental n.º 6

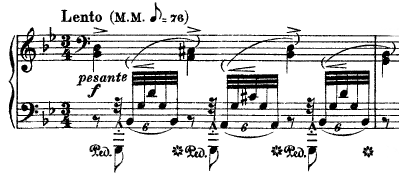
O primeiro compasso do Estudo Transcendental n.º 6

O Estudo Transcendental n.º 6 "Vision" ("Visão") é o sexto da obra Estudos Transcendentais de Franz Liszt. Este Estudo pratica a extensão das mãos, movimentos opostos das mãos, notas dobradas arpejadas e tremolos.

## O nome
A imagem visual desta música é um funeral. Sendo feita levando em conta esta "visão", Liszt não só aplicou um estilo melancólico e trágico à música, como também colocou um pouco de grandiosidade e força nela, a ponto de muitos a considerarem uma marcha fúnebre.